# Бєлая Ольга Миколаївна
Ольга Миколаївна Бєлая (22 жовтня 1963, Київ — 15 листопада 2018, Київ) — українська архіваріус.

## Життєпис та наукова діяльність
Ольга Бєлая народилася в Києві, на Подолі 22 жовтня 1963 році. Середню освіту отримала в київській середній школі № 29.
У 1985 році закінчила Київський педагогічний інститут імені Горького (див. Національний педагогічний університет імені Михайла Драгоманова) за спеціальністю вчитель історії та суспільствознавства.
З 1985 по 1988 роки працювала в музеї Великої Вітчизняної війни в Києві (див. Національний музей історії України у Другій світовій війні. Меморіальний комплекс).
З 1988 року — працювала в Державному архіві Київської області; з 2002 по 2018 роки обіймала посаду начальника відділу інформації та використання документів.
У 1994 році захистила кандидатську дисертацію за темою «Джерела з грошового обігу Київщини в XVII столітті».

## Наукова діяльність

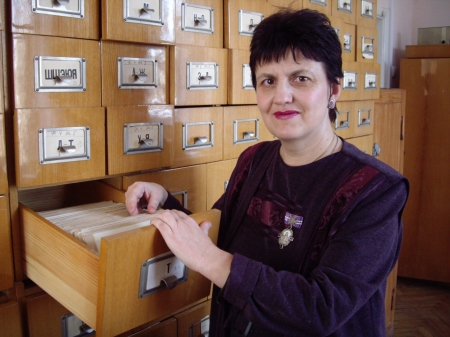

- Маловідоме джерело вивчення долі рядових солдатів Великої Вітчизняної війни / О. М. Бєлая // Архіви України. — 2010. — № 2(268). — С. 171—174
- Метричний запис про народження та хрещення Катерини Білокур (до 110-річчя від дня народження народної художниці України) / О. М. Бєлая // Архіви України. — 2010. — № 5(270). — С. 150—156.
- Новий погляд на історію Державного архіву Київської області / О. М. Бєлая // Архіви України. — 2011. — № 4(274). — С. 82-99.
- Київ у перші місяці війни очима учасника подій (червень-вересень 1941 р.) / О. М. Бєлая // Архіви України. — 2011. — № 5(275). — С. 31-47.
- Документи героя Вітчизняної війни 1812 року Миколи Панаєва у Державному архіві Київської області / О. М. Бєлая // Архіви України. — 2012. — № 4(280). — С. 118—136.
- Архівні джерела про монетні скарби Києва / О. Бєлая // Наукові записки з української історії. — 2013. — Вип. 33. — С. 17-21.
- Архівні джерела про монетні скарби Києва / О. Бєлая // Пам'ятки. — 2013. — Т. 14. — С. 189—194.
- Онлайнове документоведення (З досвіду впровадження в архівній галузі) / О. Бєлая, І. Товкач // Наукові праці Національної бібліотеки України імені В. І. Вернадського. — 2016. — Вип. 44. — С. 684—693.
- Документи Державного архіву Київської області про буремні події 1941—1945 рр. / О. М. Бєлая, Г. В. Бойко // Архіви України. — 2015. — № 3. — С. 56-62.
- Документи до біографії першого київського міського архітектора А. І. Меленського у Державному архіві Київської області / О. М. Бєлая // Архіви України. — 2016. — № 3-4. — С. 141—148.
- Фонд «Колекція карт та креслень» Державного архіву Київської області як джерело вивчення історії Київщини / О. М. Бєлая // Архіви України. — 2017. — № 2. — С. 114—121.
- Грошовий обіг Київщини XVII століття у монетних скарбах [Текст]: монографія / Ольга Миколаївна Бєлая. — Одеса: Купрієнко СВ, 2020.— 159 с.[1]
- Каталог монетних знахідок Київщини / О. М. Бєлая, Л. А. Распутіна. — Київ, 2020, формат 146х200, 92 с.

### Науково-популярні статті
- Бєлая О. М. Дірхеми, фоліси, соліди… чи повернемо їх на Україну. Київ, 1993. № 3. С. 166—167.
- Бєлая О. М. Скарби на вулицях Києва. Андріївський узвіз. № 1. Київ, 1991.
- Бєлая О. М. Таємниці Верхнього міста. Хрещатик. № 25 (31 травня). Київ, 1991.
- Бєлая О. М. Скарби Печерська. Печерськ. № 1 (20 листопада). Київ, 1991.
- Бєлая О. М. Повернути на Україну. Печерськ. № 2 (27 листопада). Київ, 1991.
- Бєлая О. М. Київські клади. Андріївський узвіз. № 11. Київ, 1992.
- Бєлая О. М. Київські клади. Андріївський узвіз. № 12. Київ, 1992.

## Нагороди та відзнаки
- Орден княгині Ольги ІІІ ступеня (2009)[2].
- Пам'ятна медаль «За благодійну діяльність», від громадської організації «Товариство ветеранів розвідки Військово-Морського Флоту» (2013).